# Eriocaulon saccatum
Eriocaulon saccatum är en gräsväxtart som beskrevs av Pieter van Royen. Eriocaulon saccatum ingår i släktet Eriocaulon och familjen Eriocaulaceae. Inga underarter finns listade i Catalogue of Life.